# Pachypidonia rubrida
Pachypidonia rubrida là một loài bọ cánh cứng trong họ Cerambycidae.